# Grote mannelijke verzaking

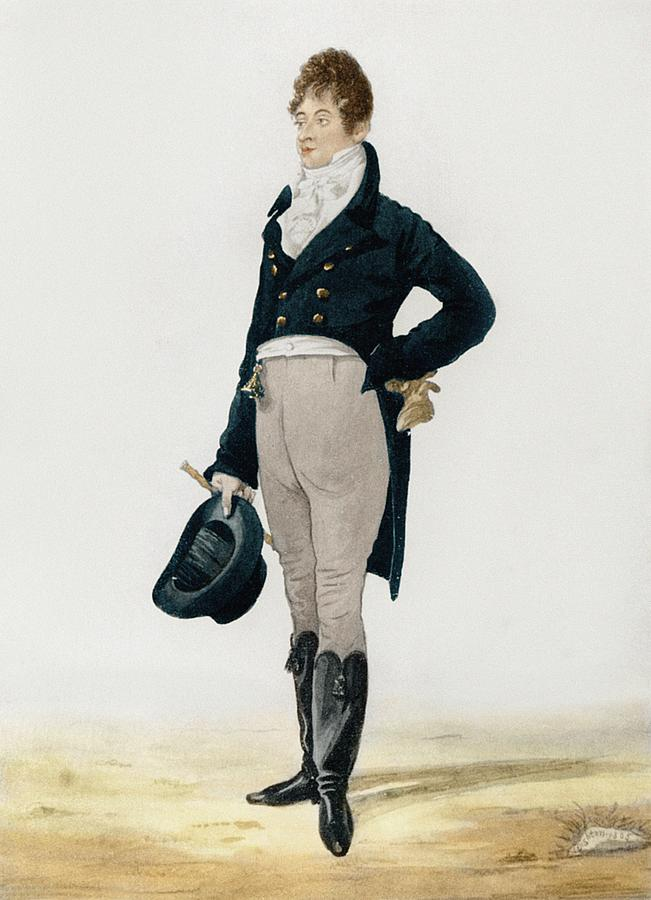
Beau Brummell, de beroemde dandy in een aquarel uit 1805 van Robert Dighton

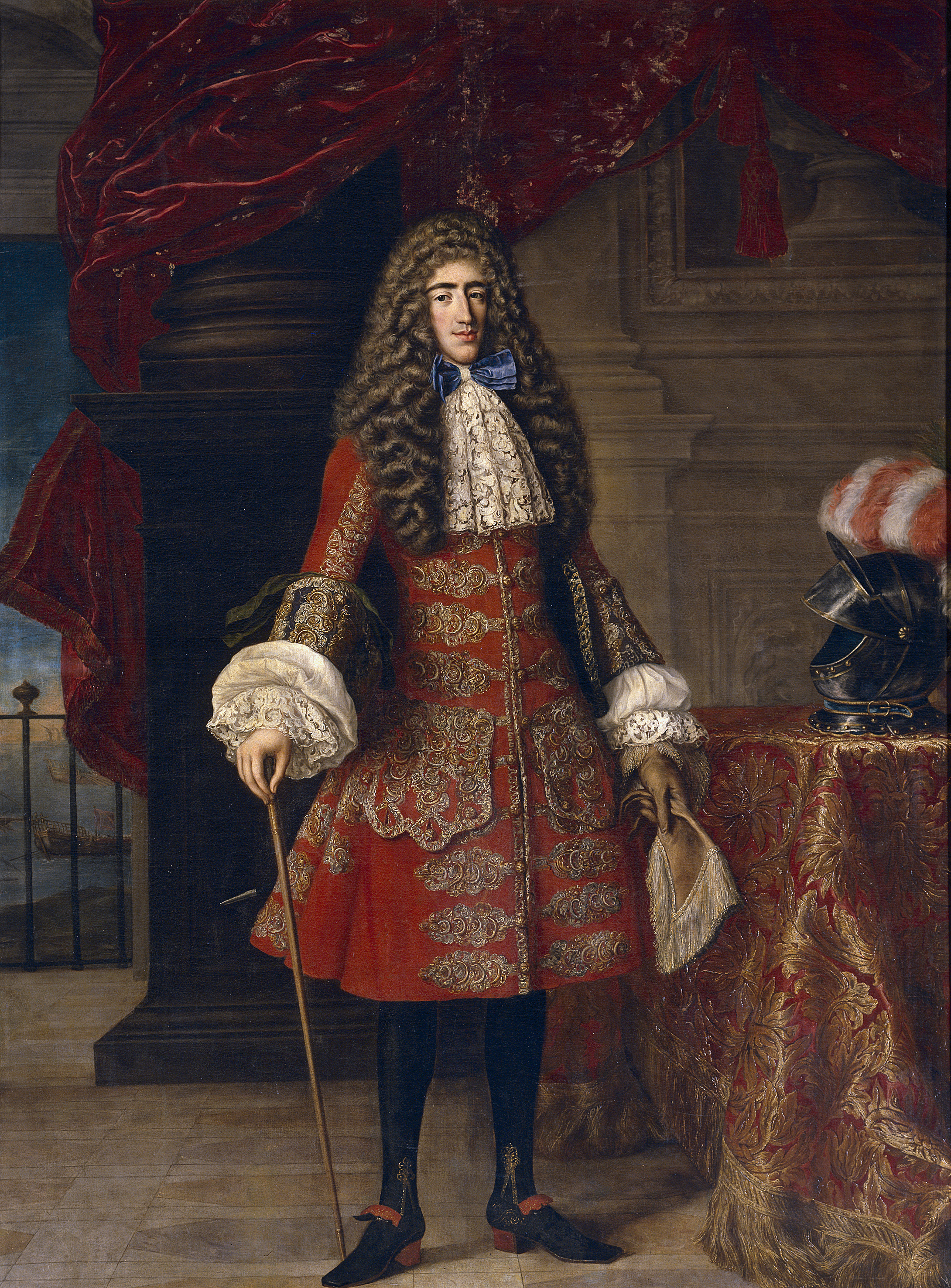
Luis Francisco de la Cerda in een weelderig rood justaucorps, ca. 1684.

De grote mannelijke verzaking (Frans: Grande Renonciation masculine) is het historische fenomeen dat aan het einde van de 18e eeuw plaatsvond waarin westerse mannen stopten met het gebruik van felle kleuren, weelderige vormen en variatie in hun kleding, die voortaan aan dameskleding werd overgelaten. In plaats daarvan focusten de mannen zich op kleine verschillen in snit en de kwaliteit van de stof.
Dit fenomeen werd in 1930 beschreven door de Brits-Duitse psycholoog John Flügel en wordt beschouwd als een belangrijk keerpunt in de geschiedenis van de kleding, waarin de mannen zich distantieerden van hun aanspraak op versiering en schoonheid in hun kleding. Flügel beweerde dat mannen "afzagen van hun claim om als mooi te worden beschouwd" en "voortaan als doel hadden om alleen maar nuttig te zijn". Mede door de Grote Verzaking werd het pak aan het begin van de 19de eeuw onderdeel van de mannelijke kledingvoorschriften.

## Geschiedenis
De Grote Mannelijke Verzaking begon halverwege de 18de eeuw en was gebaseerd op de idealen van de Verlichting; kleding die een aristocratische status uitstraalde, raakte uit de mode ten gunste van functionele, nuttige kledingstukken. De pas ontdekte praktische bruikbaarheid van herenkleding viel eveneens samen met het idee dat mannen rationeel en vrouwen frivool en emotioneel zouden zijn.
Tijdens de Franse Revolutie maakte het dragen van kleding die geassocieerd werd met het royalistische Ancien régime, de drager tot doelwit van de Jakobijnen. Mannen uit de arbeidersklasse uit die tijd, van wie velen Revolutionairen waren, werden ook wel sans-culottes genoemd omdat ze geen zijden rijbroek konden betalen en in plaats daarvan goedkopere pantalons droegen. De term werd voor het eerst gebruikt als een belediging voor mannen uit de arbeidersklasse door de Franse officier Jean-Bernard Gauthier de Murnan, maar werd door deze mannen rond de tijd van de Eed op de Kaatsbaan opnieuw opgeëist.
In de Verenigde Staten werd de beweging geassocieerd met het republikeinisme, waarbij Benjamin Franklin zijn pruik opgaf tijdens de revolutie, en later met de Gouden Lepel Oratie van congreslid Charles Ogle in 1840 waarin hij president Martin Van Buren beschimpte.
De normen voor herenkleding van na de Verzaking bleven in de westerse wereld grotendeels onbetwist tót de opkomst van het fenomeen van de tegencultuur en de toegenomen informaliteit in de jaren zestig.

## Kenmerken
Donkere of zwarte kleding werd tijdens de Verzaking de standaard voor herenkleding. Hoge hakken, die zijn gebaseerd op Perzische rijschoenen en die men aan het begin van de 17de eeuw in Europa begon te dragen, raakten tegen de jaren 1740 uit de mode voor mannen. De nauwsluitende rijbroeken die een betere pasvorm suggereerden en de kracht van de mannelijke figuur, vooral de benen, accentueerden, werden vervangen door pantalons. Aan het dragen van kousen en dure pruiken en stoffen kwam ook een einde.